# From A to...Z
From A to...Z è un album di Zoot Sims e Al Cohn, pubblicato dalla RCA Victor Records nel 1956. Il disco fu registrato al Webster Hall di New York City, New York (Stati Uniti) nelle date indicate nella lista tracce.

## Tracce
Lato A
1. Mediolistic – 3:29 (Osie Johnson) – Registrato il 24 gennaio 1956 a New York City, New York
2. Crimea River – 3:05 (Ralph Burns) – Registrato il 23 gennaio 1956 a New York City, New York
3. A New Moan – 3:51 (Manny Albam) – Registrato il 24 gennaio 1956 a New York City, New York
4. A Moment's Notice – 3:18 (Ernie Wilkins) – Registrato il 24 gennaio 1956 a New York City, New York
5. My Blues – 3:14 (Al Cohn) – Registrato il 24 gennaio 1956 a New York City, New York
6. Sandy's Swing – 3:24 (Milty Gold) – Registrato il 24 gennaio 1956 a New York City, New York

Lato B
1. Somebody Loves Me – 2:52 (Buddy DeSylva, George Gershwin, Ballard MacDonald) – Registrato il 24 gennaio 1956 a New York City, New York
2. More Bread – 3:04 (Ernie Wilkins) – Registrato il 24 gennaio 1956 a New York City, New York
3. Sherm's Terms – 2:51 (Dick Sherman) – Registrato il 24 gennaio 1956 a New York City, New York
4. From A to Z – 2:54 (Al Cohn) – Registrato il 24 gennaio 1956 a New York City, New York
5. East of the Sun (And West of the Moon) – 4:15 (Brooks Bowman) – Registrato il 24 gennaio 1956 a New York City, New York
6. Tenor for Two Please, Jack – 4:23 (Zoot Sims) – Registrato il 24 gennaio 1956 a New York City, New York

Edizione CD del 1999, pubblicato dalla RCA Victor Records
1. Mediolistic – 3:29 (Osie Johnson)
2. Crimea River – 3:08 (Ralph Burns)
3. A New Moan – 3:52 (Manny Albam)
4. A Moment's Notice – 3:19 (Ernie Wilkins)
5. My Blues – 3:14 (Al Cohn)
6. Sandy's Swing – 3:23 (Milty Gold)
7. Somebody Loves Me – 2:51 (Buddy DeSylva, George Gershwin, Ballard MacDonald)
8. More Bread – 3:05 (Ernie Wilkins)
9. Sherm's Terms – 2:57 (Dick Sherman)
10. From A to Z – 2:57 (Al Cohn)
11. East of the Sun (And West of the Moon) – 4:19 (Brooks Bowman)
12. Tenor for Two Please, Jack – 4:25 (Zoot Sims)
13. My Blues – 3:14 (Al Cohn) – Bonus Track - Alternate Take
14. More Bread – 3:09 (Ernie Wilkins) – Bonus Track - Alternate Take
15. Tenor for Two Please, Jack – 4:17 (Zoot Sims) – Bonus Track - Alternate Take
16. Somebody Loves Me – 3:05 (Buddy DeSylva, George Gershwin, Ballard MacDonald) – Bonus Track - Alternate Take

- Brani 13, 14, 15 e 16 registrati il 24 gennaio 1956 a New York City, New York

## Musicisti
A1, A2, A3, A4, A5, A6, B2 e B3 / CD - nr. 1, 2, 3, 4, 5, 6, 8, 9, 13 e 14
- Zoot Sims - sassofono tenore
- Al Cohn - sassofono tenore
- Dick Sherman - tromba
- Dave McKenna - pianoforte
- Milt Hinton - contrabbasso
- Osie Johnson - batteria

B1, B4, B5 e B6 / CD - nr. 7, 10, 11, 12, 15 e 16
- Zoot Sims - sassofono tenore
- Al Cohn - sassofono tenore
- Hank Jones - pianoforte
- Milt Hinton - contrabbasso
- Osie Johnson - batteria[5]